# 拉托雷登韦索拉
拉托雷登韦索拉，是西班牙瓦伦西亚自治区卡斯特利翁省的一个市镇。总面积12平方公里，总人口190人（2001年），人口密度16人/平方公里。